# Emilio Pucci
Emilio Pucci, właśc. Emilio Pucci Markiz di Barsento (ur. 20 listopada 1914 w Neapolu, zm. 29 listopada 1992 we Florencji) – włoski arystokrata, projektant mody oraz polityk. Pionier włoskiej mody lat pięćdziesiątych i koncepcji prêt-à-porter, twórca charakterystycznych wzorów, inspirowanych popartem oraz oryginalną i rewolucyjną paletą kolorów.

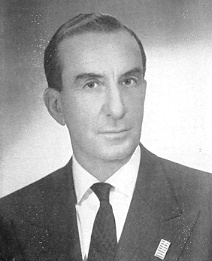
Emilio Pucci w 1963 roku

## Wczesne lata
Emilio Pucci urodził się w Neapolu we Włoszech, pochodził z rodziny wielowiekowej o arystokratycznych korzeniach. Markiz od najmłodszych lat rozwijał swoją pasję do sportu. W 1932 roku poleciał do Lake Placid w Stanach Zjednoczonych, żeby wziąć udział w igrzyskach olimpijskich, jako reprezentant swojej ojczyzny w jeździe na nartach. Uczęszczał do Uniwersytetu Mediolańskiego, gdzie studiował nauki polityczne. W późniejszych latach kształcił się na wydziale nauk społecznych na Uniwersytecie Georgii. W 1935 roku przyznano mu stypendium sportowe w Reed College, gdzie doskonalił swoje umiejętności narciarskie.
W 1938 roku Emilio Pucci zaciągną się do włoskich sił powietrznych i służył jako pilot bombowca torpedowego, aby wspomóc kraj w II wojnie światowej. Odznaczył się jako odważny żołnierz, udzielając pomocy Eddzie Ciano (najstarszej córki Benito Mussolini) w ucieczce do Szwajcarii. W wyniku tej operacji trafił w ręce faszystów, gdzie torturami próbowano bezskutecznie wyciągnąć z niego informacje. Wreszcie Pucciemu udało się uciec – resztę wojny przeczekał w Szwajcarii.

## Początki kariery modowej
Ubrania stały się częścią życia arystokraty, gdy w 1947 roku znalazł się w Zermatt w Szwajcarii, gdzie trenował w drużynie olimpijskiej. Markiz zaprojektował kreatywny kombinezon sportowy, który przyciągnął uwagę Toni Frissell, fotografki magazynu „Harper’s Bazaar”, która uwieczniła go na stronach czasopisma. Po sensacji, jaka nastąpiła po udokumentowaniu stroju, Pucci postanowił wypuścić linie odzieży damskiej pod marką „Emilio”, ponieważ bał się o reputacje jego rodziny.

## Dom Mody Emilio Pucci
Projektant otworzył butik na Capri, żeby sprzedawać swoją pierwszą kolekcje strojów kąpielowych. Niedługo po tym na śródziemnomorskim wybrzeżu pojawiło się mnóstwo kobiet noszących wzornicze i barwne projekty Emilio Pucciego. Po udanej sprzedaży odzieży plażowej mężczyzna otworzył w swoim rodzinnym Palazzo Puccia przy via de’ Pucci we Florencji warsztat rzemieślniczy. Dom mody Pucciego wciąż się rozwijał, a sam projektant czerpiąc inspirację sztuką oraz historią Włoch tworzył coraz bardziej zdumiewające wzory. Zaprojektował serię sukienek, które nie różniły się od konkurencji konstrukcją, lecz rewolucyjną paletą kolorów.
W 1951 roku projekty Emilio Pucciego pojawiły się na jego pierwszym włoskim pokazie mody, zorganizowanym przez Giovanniego Battistę Giorginiego w Villa Torrrigiani we Florencji. W pokazie uczestniczyli najważniejsi kupcy Ameryki. Od tego czasu Pucci był obecny na każdym florenckim pokazie mody, aż do 1967 roku, kiedy to zaczął pokazywać się we własnym budynku przy via de’ Pucci.
Do najbardziej znanych kolekcji projektanta należy „Siciliana” (1956) – inspirowana architekturą i tradycjami Sycylii, „Palio di Siena” (1957) – uzupełniana o herby tradycyjnych wyścigów konnych oraz „Botticelli” (1959) – dedykowana włoskiemu malarzowi Sandrowi Botticelliemu.
Emilio Pucci opracował paletę ponad osiemdziesięciu barw oraz ich kombinacji, czasem złożonych z szesnastu odcieni w jednym kolorze. Jego kreatywność została doceniona na całym świecie, do jego fanek zaliczały się Grace Kelly, Jacqueline Kennedy, Sofia Loren i Marylin Monroe. Mundurkiem eleganckich kobiet z wyższych sfer stała się suknia z jedwabnego dżerseju – lekka jak piórko, praktycznie nie zajmująca miejsca. Emilio Pucci jako entuzjasta eksperymentów z tkaniną nawiązał współpracę z przemysłowcem jedwabiu Guido Ravasi, a także pozyskał asystentów badawczych, którzy testowali różne sploty oraz mieszanki bawełny i jedwabiu pod kątem połysku, draperii i trwałości. W rezultacie powstał „emilioform”, rodzaj wygodnego, lekkiego i elastycznego materiału z helanzy i jedwabiu shantung.
W jego pierwszej kolekcji haute couture z roku 1962 widoczne były „egzotyczne” elementy, które projektant zaobserwował podczas podróży do Ameryki Południowej, Azji, Indonezji i Australii. Jednak wyróżniała je szlachetność tkanin i ozdoby z kryształków Swarovskiego, przytwierdzane ręcznie do jego piżamy Palazzo. Sześć lat później Pucci we współpracy z włoską marką Ermenegildo Zegna, podjął decyzje o zapoczątkowaniu linii męskiej.

## Współprace domu mody

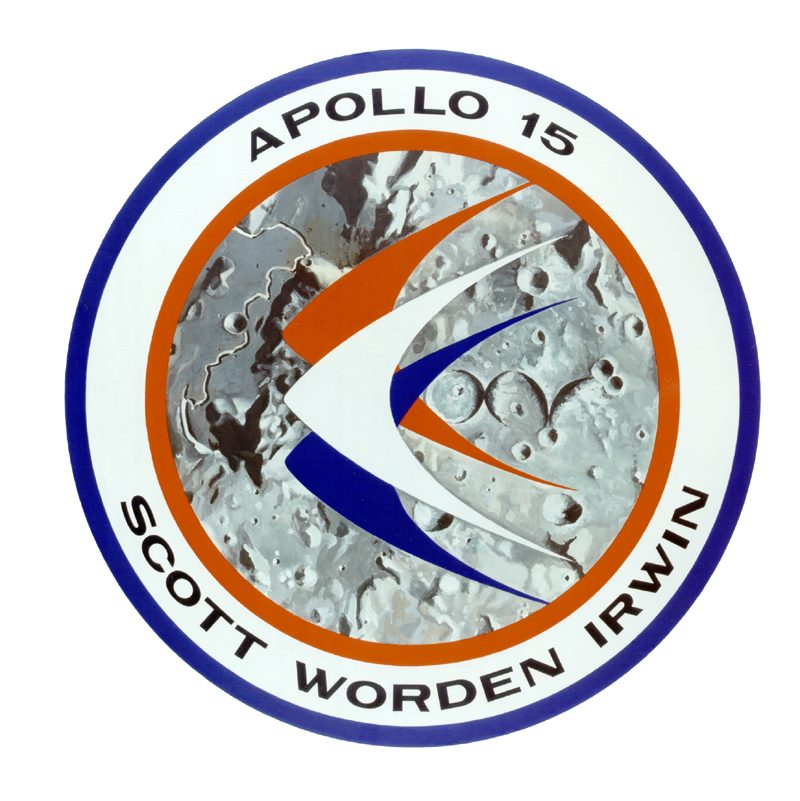
Logo dla misji kosmicznej Apollo 15, zaprojektowane przez Emilio Pucciego

Rozchwytywane projekty zainteresowały, również Braniff International Airways, z którymi Emilio Pucci w 1965 roku podjął współprace i zaprojektował uniformy dla stewardes. W 1971 roku NASA zleciła mu zaprojektowanie logo dla misji kosmicznej Apollo 15. Projekt Pucciego obejmował trzy stylizowane ptaki, które reprezentowały trzech członków załogi.

## Dalsze losy marki
Emilio Pucci stworzoną przez siebie markę prowadził aż do śmierci 29 listopada 1992 roku. Na czele firmy stanęła Laudomia Pucci – córka projektanta. W 2000 roku francuski koncern towarów luksusowych LVMH wykupił 67 procent udziałów w firmie. Rolę artystycznych doradców pełniło między innymi Christian Lacroix, Matthew Williamson, Peter Dundas oraz Massimo Giorgetti. Od czerwca 2021 roku koncern LVMH posiada 100 procent udziałów w firmie.